# Pestilence
Pestilence é uma banda de death/thrash metal formado em 1986 nos Países Baixos. Fazendo um som muito bem trabalhado e ao mesmo tempo muito agressivo, tendo influências de várias bandas de death metal (Macabre, Bolt Thrower) e thrash (Kreator, Sodom), são considerados pioneiros do metal extremo.
Seu álbum debut chama-se Malleus Maleficarum, seguido por Consuming Impulse que, lançado nos anos 80, é um clássico do Death/Thrash Metal tendo como destaque a faixa 'Trauma', muito popular entre os headbangers do Brasil na época.

## Integrantes
Atuais
- Patrick Mameli – guitarra (1986-presente), vocal (1991-presente), baixo (1986-1987)
- Santiago Dobles – guitarra (2016–presente)
- Septimiu Hărşan – bateria (2016–presente)
- Alan Goldstein – baixo (2017-presente)

Ex-membros
- Marco Foddis – bateria (1986-1994)
- Randy Meinhard – guitarra (1986-1989)
- Martin Van Drunen – vocal, baixo (1986-1990)
- Patrick Uterwijk – guitarra (1989-1994, 2008–2014)
- Tony Choy – baixo (1991-1992, 2008-2009, 2016)
- Jeroen Paul Thesseling – baixo de 7 cordas (1992-1994, 2009–2012)
- Peter Wildoer – bateria (2008-2009)
- Yuma Van Eekelen – bateria (2009–2012)
- Tim Yeung – bateria (2012)
- Stefan Fimmers – baixo (2012–?)
- David Haley – bateria (2012–2014)
- Georg Baier – baixo (2013–2014)

## Discografia

Logotipo.

Álbuns de Estúdio
- Malleus Maleficarum (1988)
- Consuming Impulse (1989)
- Testimony of the Ancients (1991)
- Spheres (1993)
- Resurrection Macabre (2009)
- Doctrine (2011)
- Obsideo (2013)[5]
- Hadeon (2018)

Álbuns ao vivo
- Chronicles of the Scovrge (2006)
- Presence of the Past  (2015)

Demos
- Dysentery (1987)
- The Penance (1987)

Coletâneas
- Mind Reflections (1994)
- The Consuming Rehearsals (2006)
- The Dysentery Penance (2015)
- Reflections of the Mind (2016)